# Leo Sheffield
Pour les articles homonymes, voir Sheffield (homonymie).
Leo Sheffield est un acteur britannique né le 15 novembre 1873 à Malton (Royaume-Uni), décédé le 3 avril 1951.

## Filmographie
- 1926 : The Mikado : Pooh-Bah
- 1928 : Valley of the Ghosts
- 1930 : Lord Richard in the Pantry : Carter
- 1930 : Compromising Daphne : Mr. Bannister
- 1931 : Rodney Steps In : Tapper
- 1932 : High Society : Lord Halkirk
- 1933 : Hawley's of High Street
- 1933 : Falling for You : The Butler
- 1934 : Kentucky Minstrels
- 1936 : A Wife or Two